# Liste der Monuments historiques in Élise-Daucourt
Die Liste der Monuments historiques in Élise-Daucourt führt die Monuments historiques in der französischen Gemeinde Élise-Daucourt auf.

## Liste der Objekte
| Bezeichnung                  | Beschreibung                                  | Standort                                  | Kennzeichnung | Schutzstatus | Datum | Bild |
| ---------------------------- | --------------------------------------------- | ----------------------------------------- | ------------- | ------------ | ----- | ---- |
| Skulptur Madonna mit Kind    | Holz, farbig gefasst, 18. Jahrhundert         | Élise, in der Kirche St-Julien (Lage)     | PM51002123    | Inscrit      | 1974  |      |
| Tabernakel                   | Holz, vergoldet, 16. Jahrhundert              | Élise, in der Kirche St-Julien (Lage)     | PM51002124    | Inscrit      | 1974  |      |
| Skulptur eines Bischofs      | Holz, farbig gefasst, 17. Jahrhundert         | Élise, in der Kirche St-Julien (Lage)     | PM51002122    | Inscrit      | 1974  |      |
| Glocke                       | Bronze, 1513 gegossen                         | Daucourt, in der Kirche St-Nicolas (Lage) | PM51000363    | Classé       | 1911  |      |
| Gemälde Auferstehung Christi | Ölfarbe auf Leinwand, 17. Jahrhundert         | Élise, in der Kirche St-Julien (Lage)     | PM51002233    | Inscrit      | 1975  |      |
| Zwei Engelsskulpturen        | Holz, farbig gefasst, 15. Jahrhundert         | Daucourt, in der Kirche St-Nicolas (Lage) | PM51002125    | Inscrit      | 1974  |      |
| Hauptaltar                   | Holz, 18. Jahrhundert; zerstört               | Élise, in der Kirche St-Julien (Lage)     | PM51003153    | Inscrit      | 1982  |      |
| Tabernakel                   | Holz, farbig gefasst, 16. Jahrhundert         | Daucourt, in der Kirche St-Nicolas (Lage) | PM51002121    | Inscrit      | 1974  |      |
| Taufbecken                   | Stein, Kupferdeckel, 17. Jahrhundert          | Élise, in der Kirche St-Julien (Lage)     | PM51003151    | Inscrit      | 1982  |      |
| Kommuniontisch               | Holz, 18. Jahrhundert; zerstört               | Élise, in der Kirche St-Julien (Lage)     | PM51003152    | Inscrit      | 1982  |      |
| Marienaltar                  | Altartisch und Retabel; Holz, 18. Jahrhundert | Élise, in der Kirche St-Julien (Lage)     | PM51003154    | Inscrit      | 1982  |      |